# The Tong Man
The Tong Man es una película de suspenso estadounidense de 1919 dirigida por William Worthington y producida por Haworth Pictures Corporation.
The Tong Man sobrevive y está disponible en video casero. La película ha sido preservada durante mucho tiempo por la Biblioteca del Congreso.

## Trama
Como se describe en una revista de cine, Luk Chen (Hayakawa), cuyo corazón late por Sen Chee (Eddy) y solo por ella, recibe el encargo de la tong de la que es miembro de asesinar a su padre por no entregarla. a Ming Tai (Roberts), un poder en el barrio chino de San Francisco. Su amor resulta más fuerte que su sentido del deber y no puede ejecutar la orden, por lo que Ming Tai cumple el deber en su lugar. Ming Tai luego secuestra a Sen Chee. Luk Chen realiza un rescate y se ocultan en una mazmorra perteneciente a Ming Tai. Su enemigo los descubre y por un momento parece que su final está a solo unos segundos de distancia. Luego son rescatados y se dirigen en barco a China.

## Reparto
- Sessue Hayakawa como Luk Chen
- Helen Jerome Eddy como Sen Chee
- Marc Roberts como Ming Tai
- Toyo Fujita como Louie Toy
- Yutaka Abe como Lucero (acreditado como Jack Yutaka Abbe)